# 広瀬弘忠
広瀬 弘忠（ひろせ ひろただ、1942年 - ）は、日本の心理学者。東京女子大学名誉教授。 専門は、災害・リスク心理学。文学博士(東京大学)。

## 略歴
東京生まれ。東京大学文学部心理学科卒。東京大学大学院博士課程中退。 東京大学新聞研究所助手。東京女子大学文理学部助教授を経て同大学教授。 同大学を定年で2011年3月末退職(東京女子大学名誉教授)。
現在は、Journal of Risk Research(Associate Editor)、International Committee on Disaster(Board Member)、東京女子大学名誉教授、東京女子大学評議員　株式会社 安全･安心センター代表取締役、日本リスク研究学会名誉会員。

## 著書
- 『酸性化する地球 (NHKブックス 597)』（日本放送出版協会）
- 『災害に出合うとき (朝日選書 559)』（朝日新聞出版）
- 『心の潜在力プラシーボ効果 (朝日選書 679) 』（朝日新聞出版）
- 『生と死の極限心理　サバイバルの限界を考察する (こころライブラリー) 』（講談社）
- 『無防備な日本人 (ちくま新書 583)』（筑摩書房）
- 『災害防衛論 (集英社新書 (0416))』（集英社）
- 『人はなぜ逃げおくれるのか ―災害の心理学 (集英社新書)』（集英社）など。